# Туруханская низменность
Туруха́нская низменность — низменность на территории Красноярского края.

## География

Туруханская низменность на карте Туруханского района

Расположена на северо-востоке Западно-Сибирской равнины. Вытянута в меридиональном направлении вдоль левого берега Енисея между реками Елогуй на юге и Турухан на севере, между посёлком Келлог и селом Фарково.
На северо-западе граничит с Нижнеенисейской возвышенностью. На юге ограничена Верхнетазовской возвышенностью в составе Сибирских Увалов.
Крупнейшие реки, протекающие по низменности, — Нижняя Баиха, Пакулиха, Сургутиха. Одни из крупнейших водных объектов — болото Озёрная Тундра и расположенные на его территории озёра Источное и Широкое; также озёра Дашкино, Налимье, Няккыльто и Дисогдтумльдо, Дыньтумльдо, Мунигетумльдо, Пирматумльдо, Хенемунигетумльдо.